# العلاقات البنينية البوروندية
العلاقات البنينية البوروندية هي العلاقات الثنائية التي تجمع بين بنين وبوروندي.

## مقارنة بين البلدين
هذه مقارنة عامة ومرجعية للدولتين:
| وجه المقارنة                                              | بنين            | بوروندي                                    |
| --------------------------------------------------------- | --------------- | ------------------------------------------ |
| المساحة (كم2)                                             | 114.76 ألف      | 27.83 ألف                                  |
| عدد السكان (نسمة)                                         | 11.18 مليون     | 10.86 مليون                                |
| الكثافة السكانية (ن./كم²)                                 | 97.42           | 390.23                                     |
| العاصمة                                                   | بورتو نوفو      | بوجومبورا، جيتيغا                          |
| اللغة الرسمية                                             | لغة فرنسية      | اللغة الكيروندية، لغة فرنسية، لغة إنجليزية |
| العملة                                                    | فرنك غرب أفريقي | فرنك بوروندي                               |
| الناتج المحلي الإجمالي (بليون دولار)                      | 9.27 مليار      | 3.48 مليار                                 |
| الناتج المحلي الإجمالي (تعادل القوة الشرائية) بليون دولار | 22.38 مليار     | 8.13 مليار                                 |
| الناتج المحلي الإجمالي الاسمي للفرد دولار أمريكي          | 762             | 277                                        |
| الناتج المحلي الإجمالي للفرد دولار أمريكي                 | 2.03 ألف        | 77                                         |
| مؤشر التنمية البشرية                                      | 0.480           | 0.400                                      |
| رمز المكالمات الدولي                                      | +229            | +257                                       |
| رمز الإنترنت                                              | .bj             | .bi                                        |
| المنطقة الزمنية                                           | ت ع م+01:00     | ت ع م+02:00                                |

## منظمات دولية مشتركة
يشترك البلدان في عضوية مجموعة من المنظمات الدولية، منها:
| علم المنظمة | اسم المنظمة                                 | تاريخ انضمام بنين | تاريخ انضمام بوروندي |
| ----------- | ------------------------------------------- | ----------------- | -------------------- |
|             | وكالة ضمان الاستثمار متعدد الأطراف          | 26 سبتمبر 1994    | 10 مارس 1998         |
|             | الأمم المتحدة                               | 20 سبتمبر 1960    | 18 سبتمبر 1962       |
|             | منظمة حظر الأسلحة الكيميائية                | ?                 | ?                    |
|             | منظمة التجارة العالمية                      | ?                 | 23 يوليو 1995        |
|             | منظمة الشرطة الجنائية الدولية               | ?                 | ?                    |
|             | الاتحاد الأفريقي                            | ?                 | 25 مايو 1963         |
|             | البنك الإفريقي للتنمية                      | ?                 | ?                    |
|             | مؤسسة التنمية الدولية                       | 16 سبتمبر 1963    | 28 سبتمبر 1963       |
|             | يونسكو                                      | 18 أكتوبر 1960    | 16 نوفمبر 1962       |
|             | مجموعة دول أفريقيا والكاريبي والمحيط الهادئ | ?                 | ?                    |
|             | الاتحاد البريدي العالمي                     | ?                 | ?                    |
|             | البنك الدولي للإنشاء والتعمير               | 10 يوليو 1963     | 28 سبتمبر 1963       |
|             | أفريستات ‏                                   | 21 سبتمبر 1993    | 2006                 |
|             | الاتحاد الدولي للاتصالات                    | 1961              | 16 فبراير 1963       |
|             | مؤسسة التمويل الدولية                       | 5 فبراير 1987     | 28 نوفمبر 1979       |
|             | المركز الدولي لتسوية المنازعات الاستشارية   | 14 أكتوبر 1966    | 5 ديسمبر 1969        |

## وصلات خارجية
- موقع وزارة الخارجية البنينية